# Ostruháček jilmový
Ostruháček jilmový (Satyrium w-album) je druh denního motýla z čeledi modráskovitých (Lycaenidae). Rozpětí jeho křídel je 28 až 32 mm. Líc křídel má tmavohnědé zbarvení a na zadních křídlech v dolním rohu bývá u některých jedinců nevýrazná oranžová skvrna. Samci se od samic dají odlišit podle výrazné voničkové skvrny na předních křídlech. Rub křídel je u obou pohlaví žlutohnědý s bílou kresbou, která na zadních křídlech má tvar písmene W. Tvar kresby odlišuje tohoto ostruháčka od ostatních druhů rodu Satyrium. Na rubu zadních křídel je dobře patrná oranžová příkrajní páska, která je lemovaná úhlovitými skvrnami. Na spodní straně zadních křídel je krátká ostruha.

## Výskyt
V Evropě je motýl rozšířený od Španělska přes střední a východní Evropu až po jižní Ural. Vyskytuje se i na jihu Skandinávie a na Balkáně. V Asii je rozšířený od Zabajkalí a Mongolska až po severovýchodní Čínu, Koreu a Japonsko. V České republice se vyskytuje po celém území od nížin až do podhůří. Nikde však není hojný a vzhledem ke způsobu života uniká pozornosti. Obývá lesní okraje, světliny, stromořadí a parky s výskytem jilmů. Motýli se zdržují spíše v korunách stromů a jen při nedostatku medovice slétávají do nižších pater, kde sají nektar. Lze je pozorovat například na rozkvetlých bodlácích, pcháčích a na ostružinách a malinách.

## Chování a vývoj
Živnými rostlinami ostruháčka jilmového jsou především jilm drsný (Ulmus glabra) a jilm habrolistý (Ulmus minor). Samice klade vajíčka po jednom na bázi koncových listových pupenů. Housenky, které jsou mírně myrmekofilní, se líhnou na počátku kvetení živných rostlin. Zprvu se živí květními pupeny a květy, později přijímají nezralé nažky a listy. Kuklí se na větvičkách nebo na rubu listů živných rostlin. Kukla je k podkladu přichycena vláknitým opaskem. Motýl je jednogenerační (monovoltinní) a jeho letová perioda je od poloviny května do konce července. Přezimuje housenka ve vaječném obalu.

## Ochrana a ohrožení
V České republice je tento druh ostruháčka ohrožen především úbytkem (kácením) jilmů, které napadá grafióza.

## Fotogalerie

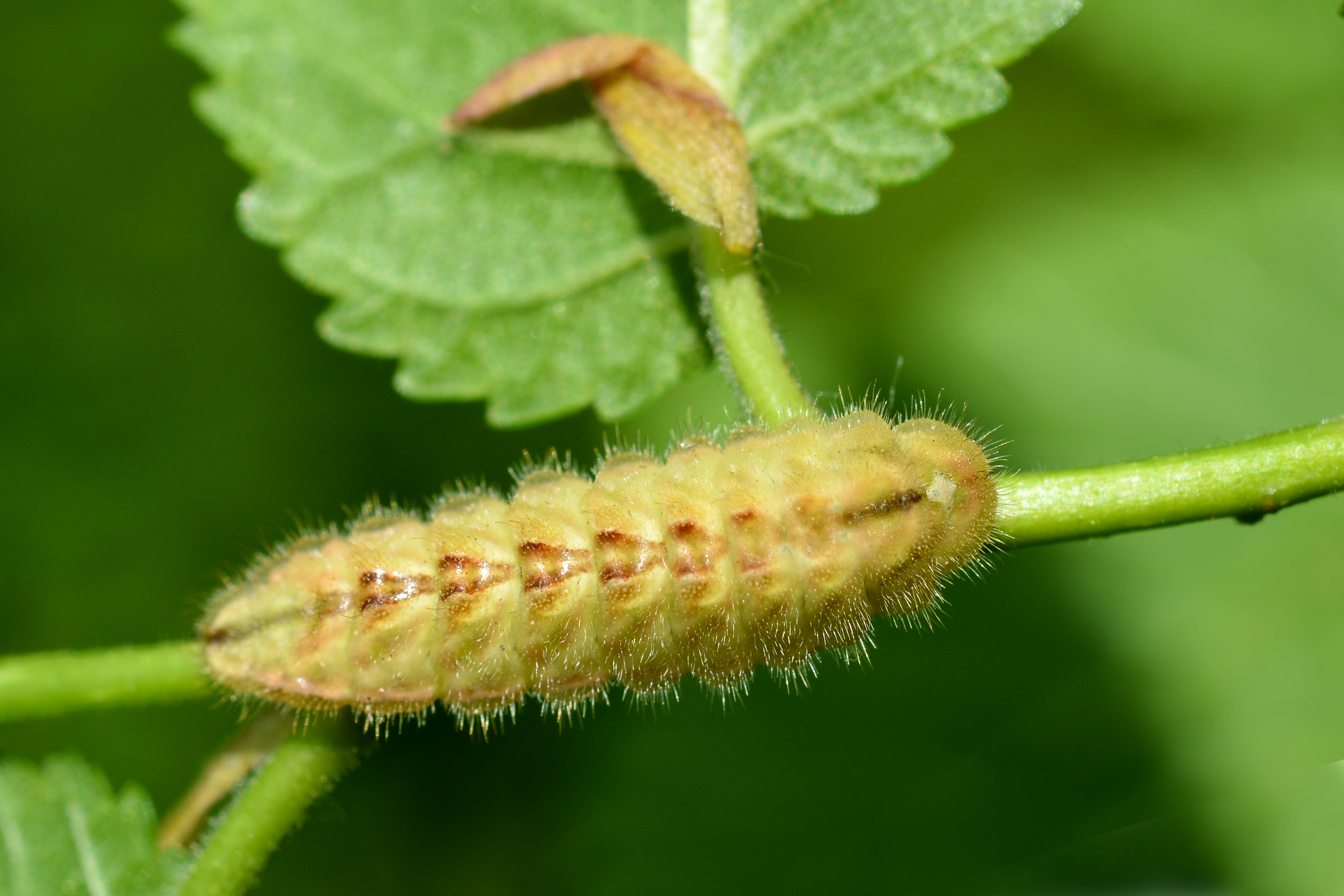
Housenka
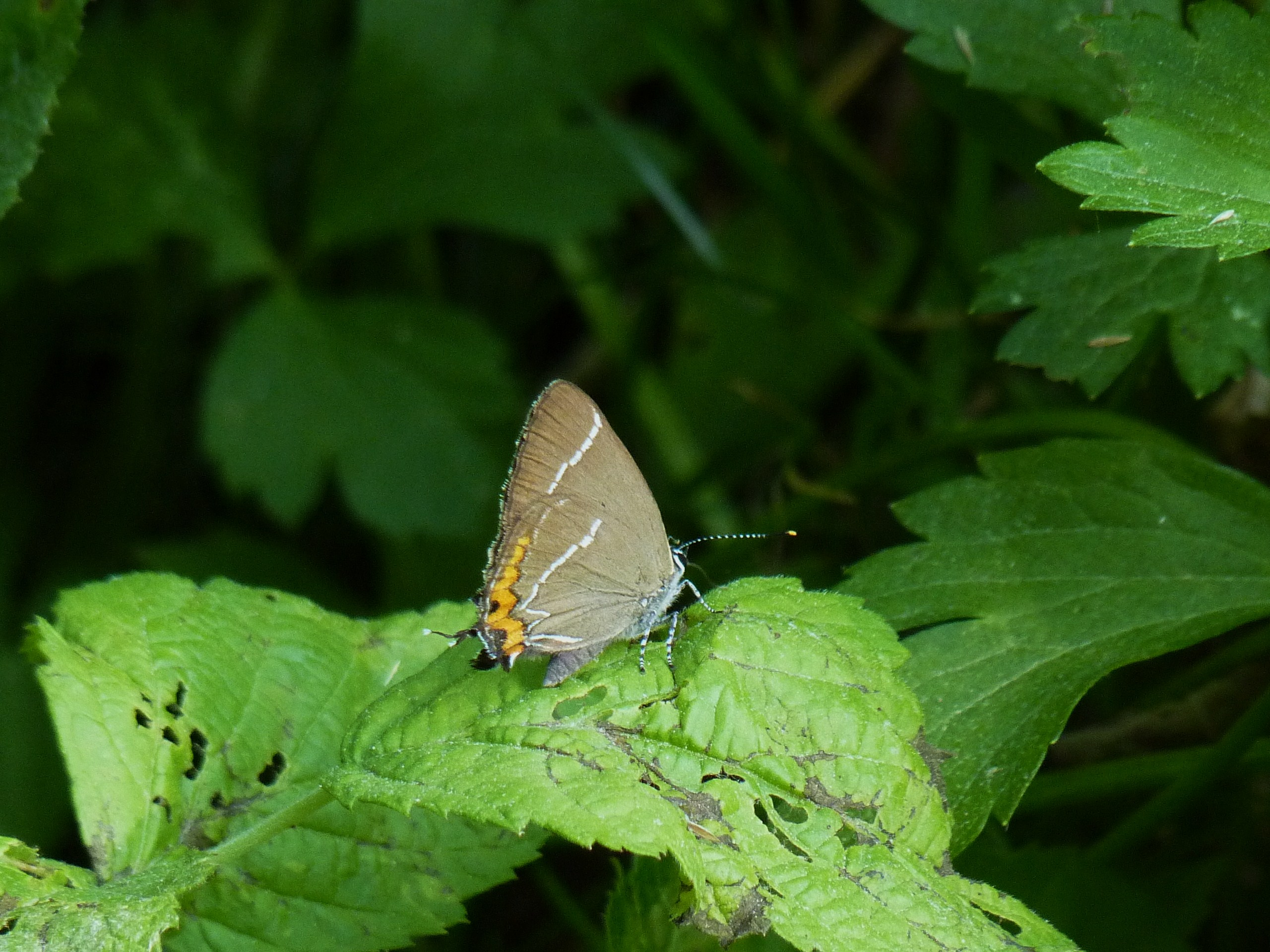
Rub křídel s bílou kresbou ve tvaru písmene W
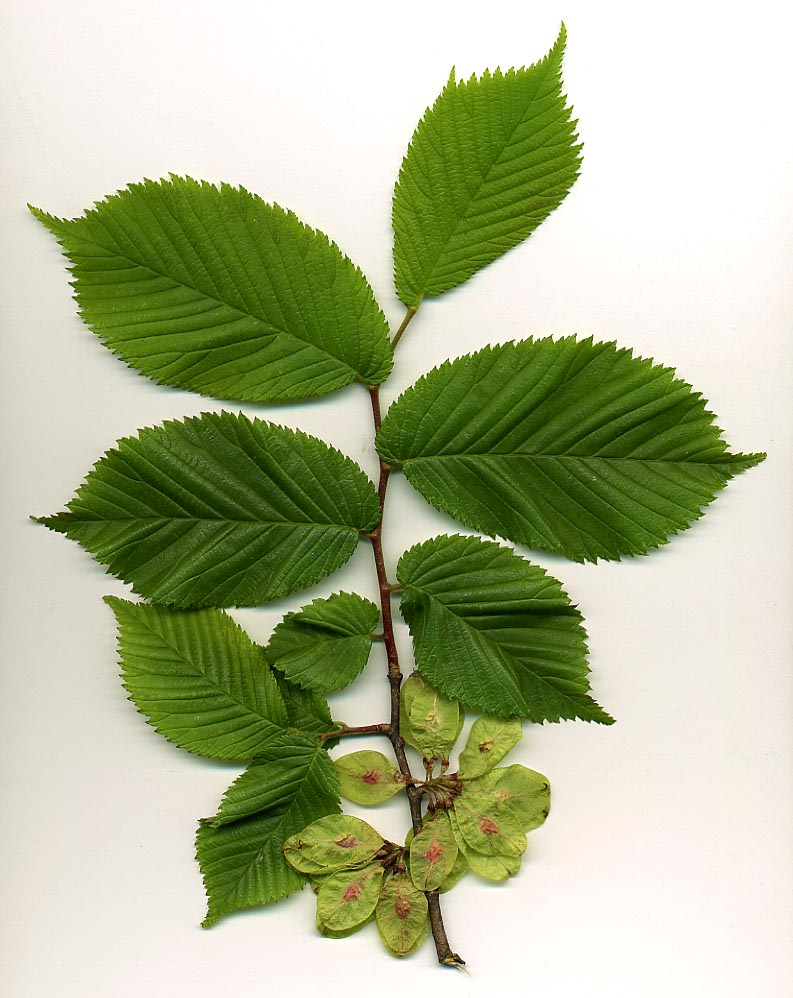
Listy a plody živné rostliny